# Sindaci di Carpi
Di seguito l'elenco dei sindaci di Carpi dal 1946.

## Regno d'Italia (1861-1946)
| Sindaci del periodo costituzionale transitorio (1945-1946) | Sindaci del periodo costituzionale transitorio (1945-1946) | Sindaci del periodo costituzionale transitorio (1945-1946) | Sindaci del periodo costituzionale transitorio (1945-1946) | Sindaci del periodo costituzionale transitorio (1945-1946) | Sindaci del periodo costituzionale transitorio (1945-1946) | Sindaci del periodo costituzionale transitorio (1945-1946) |
| Nominativo                                                 | Partito                                                    | Partito                                                    | Giunta                                                     | Mandato                                                    | Mandato                                                    | Elezione                                                   |
| Nominativo                                                 | Partito                                                    | Partito                                                    | Giunta                                                     | Inizio                                                     | Fine                                                       | Elezione                                                   |
| ---------------------------------------------------------- | ---------------------------------------------------------- | ---------------------------------------------------------- | ---------------------------------------------------------- | ---------------------------------------------------------- | ---------------------------------------------------------- | ---------------------------------------------------------- |
| Bruno Losi                                                 |                                                            | Partito Comunista Italiano                                 | CLN                                                        | 1945                                                       | 1946                                                       | -                                                          |

## Repubblica italiana (dal 1946)
| Sindaci eletti dal Consiglio comunale (1946-1995)    | Sindaci eletti dal Consiglio comunale (1946-1995) | Sindaci eletti dal Consiglio comunale (1946-1995)             | Sindaci eletti dal Consiglio comunale (1946-1995) | Sindaci eletti dal Consiglio comunale (1946-1995) | Sindaci eletti dal Consiglio comunale (1946-1995) | Sindaci eletti dal Consiglio comunale (1946-1995) | Sindaci eletti dal Consiglio comunale (1946-1995) |
| Nominativo                                           | Partito                                           | Partito                                                       | Giunta                                            | Giunta                                            | Mandato                                           | Mandato                                           | Elezione                                          |
| Nominativo                                           | Partito                                           | Partito                                                       | Giunta                                            | Giunta                                            | Inizio                                            | Fine                                              | Elezione                                          |
| ---------------------------------------------------- | ------------------------------------------------- | ------------------------------------------------------------- | ------------------------------------------------- | ------------------------------------------------- | ------------------------------------------------- | ------------------------------------------------- | ------------------------------------------------- |
| Bruno Losi                                           |                                                   | Partito Comunista Italiano                                    |                                                   | PCI                                               | 1946                                              | 1951                                              | Elezioni 1946                                     |
| Bruno Losi                                           |                                                   | Partito Comunista Italiano                                    | PCI                                               | 1951                                              | 1956                                              | Elezioni 1951                                     |                                                   |
| Bruno Losi                                           |                                                   | Partito Comunista Italiano                                    | PCI                                               | 1956                                              | 1960                                              | Elezioni 1956                                     |                                                   |
| Bruno Losi                                           |                                                   | Partito Comunista Italiano                                    | PCI                                               | 1960                                              | 1965                                              | Elezioni 1960                                     |                                                   |
| Bruno Losi                                           |                                                   | Partito Comunista Italiano                                    | PCI                                               | 1965                                              | 1970                                              | Elezioni 1965                                     |                                                   |
| Onorio Campedelli                                    |                                                   | Partito Comunista Italiano                                    |                                                   | PCI                                               | 1970                                              | 1975                                              | Elezioni 1970                                     |
| Onorio Campedelli                                    |                                                   | Partito Comunista Italiano                                    | PCI                                               | 1975                                              | 1977                                              | Elezioni 1975                                     |                                                   |
| Werther Cigarini                                     |                                                   | Partito Comunista Italiano                                    | PCI                                               | 1977                                              | 1980                                              | Elezioni 1975                                     |                                                   |
| Werther Cigarini                                     |                                                   | Partito Comunista Italiano                                    | PCI                                               | 1980                                              | 1985                                              | Elezioni 1980                                     |                                                   |
| Werther Cigarini                                     |                                                   | Partito Comunista Italiano                                    | PCI                                               | 1985                                              | 1986                                              | Elezioni 1985                                     |                                                   |
| Claudio Bergianti                                    |                                                   | Partito Comunista Italiano Partito Democratico della Sinistra | PCI                                               | 9 gennaio 1986                                    | 3 luglio 1990                                     | Elezioni 1985                                     |                                                   |
| Claudio Bergianti                                    |                                                   | Partito Comunista Italiano Partito Democratico della Sinistra | PCI/PDS                                           | 3 luglio 1990                                     | 23 aprile 1995                                    | Elezioni 1990                                     |                                                   |
| Sindaci eletti direttamente dai cittadini (dal 1995) |                                                   |                                                               |                                                   |                                                   |                                                   |                                                   |                                                   |
| Nominativo                                           | Partito                                           | Partito                                                       | Coalizione                                        | Coalizione                                        | Mandato                                           | Mandato                                           | Elezione                                          |
| Nominativo                                           | Partito                                           | Partito                                                       | Coalizione                                        | Coalizione                                        | Inizio                                            | Fine                                              | Elezione                                          |
| Demos Malavasi                                       |                                                   | Partito Democratico della Sinistra                            |                                                   | PDS                                               | 23 aprile 1995                                    | 13 giugno 1999                                    | Elezioni 1995                                     |
| Demos Malavasi                                       |                                                   | Democratici di Sinistra                                       |                                                   | DS-Dem-PPI                                        | 13 giugno 1999                                    | 13 giugno 2004                                    | Elezioni 1999                                     |
| Enrico Campedelli                                    |                                                   | Democratici di Sinistra                                       |                                                   | DS-DL-SDI-PdCI-FdV                                | 13 giugno 2004                                    | 7 giugno 2009                                     | Elezioni 2004                                     |
| Enrico Campedelli                                    |                                                   | Partito Democratico                                           |                                                   | PD-IdV                                            | 7 giugno 2009                                     | 25 maggio 2014                                    | Elezioni 2009                                     |
| Alberto Bellelli                                     |                                                   | Partito Democratico                                           |                                                   | PD                                                | 25 maggio 2014                                    | 26 maggio 2019                                    | Elezioni 2014                                     |
| Alberto Bellelli                                     |                                                   | Partito Democratico                                           | PD-Lista civica                                   | 26 maggio 2019                                    | 10 giugno 2024                                    | Elezioni 2019                                     |                                                   |
| Riccardo Righi                                       |                                                   | Indipendente                                                  |                                                   | PD-AVS-Lista civica                               | 10 giugno 2024                                    | in carica                                         | Elezioni 2024                                     |